# Francisco das Chagas Martins Ávila e Sousa
Padre Francisco das Chagas Martins Ávila e Sousa (Rio de Janeiro, 1788 — Piratini, 17 de março de 1865) foi um sacerdote católico brasileiro, do período da Revolução Farroupilha.

## Biografia
Descendente de casais Del Rey que povoaram Rio Pardo, nasceu em 1788 Francisco das Chagas Martins Ávila e Sousa, filho de Antônio Martins da Silveira Lemos, natural do Rio de Janeiro, e de sua mulher, Dorotéia Felícia Sousa, natural de Santo Amaro. Era neto paterno de Manuel Martins, natural de Braga, e de sua mulher Helena Maria, natural do Faial, Açores. Pela parte materna era neto de André Jacinto Pereira e sua mulher Felícia do Sacramento, ambos naturais de S. Pedro e casais Del Rey, povoadores do Rio Pardo.
Francisco das Chagas não era irmão de Davi José Martins, que posteriormente veio a denominar-se Davi Canabarro, como alguns erradamente acreditavam, e sim de Manuel Martins da Silveira Lemos, que foi diretor do Tesouro da República Rio-Grandense. Foi notável como republicano, tendo sido deputado eleito para a 1ª Legislatura da Assembléia Legislativa Provincial do Rio Grande do Sul e teve importante atuação na Revolução Farroupilha. Representou Rio Pardo no Conselho de Procuradores Gerais dos Municípios e foi deputado à Constituinte Republicana dos revolucionários de 1835. Foi o Vigário Apostólico da Igreja Católica, na República de Piratini.
Durante a revolução, os farroupilhas decidiram separar-se da corte completamente, ocasião em que o padre Francisco das Chagas foi nomeado Vigário Apostólico, negando obediência ao bispo do Rio de Janeiro, criando um cisma na igreja católica no Rio Grande do Sul. Após o fim da revolução, o padre Fidêncio José Ortiz foi encarregado pelo bispo do Rio a rever todos os atos e documentos sancionados pelo padre Chagas, considerados ilegais.
Em 1 de dezembro de 1842 instala-se em Alegrete a Assembléia Geral Legislativa, que elaboraria a nova constituição republicana, e nela tomou assento o Vigário Apostólico Francisco da Chagas, como deputado mais votado dos 36, obtendo 3 025 votos. Por esse motivo, presidiu a sessão inaugural da Assembléia. Nada nos conservaram os documentos históricos a cerca dos estudos eclesiásticos e cargos sacerdotais do Padre Chagas, como era apelidado abreviadamente. A data mais remota da sua atividade remonta a 1831, quando o padre já contava com 43 anos.
Foi eleito deputado provincial na 3ª Legislatura da Assembleia do Rio Grande do Sul, em 1848.
Aquiles Porto Alegre, tendo conhecido o padre Francisco das Chagas em 1860, quando já contava com 72 anos, descreve-lhe o porte exterior desta forma: Era alto, magro, com pele encarquilhada e amarelenta como uma múmia. Tinha, entretanto, no rosto, uma expressão de infinita bondade.
Não deve ser confundido com o padre revolucionário e republicano radical José Antônio Caldas, que também participou da Revolução Farroupilha.